# The Wandering Juvie
The Wandering Juvie, titulado El crío errante en España y El delincuente errante en Hispanoamérica, es el decimosexto episodio especial de la decimoquinta temporada de la serie animada Los Simpson, emitido originalmente el 28 de marzo de 2004. El episodio fue escrito por John Frink y Don Payne, y dirigido por Lauren MacMullan. Sarah Michelle Gellar y Charles Napier son las estrellas invitadas. En el episodio, Bart es mandado a un reformatorio luego de estafar a los habitantes de la ciudad.

## Sinopsis
El episodio comienza cuando la familia Simpson visita el centro comercial de Springfield. Homer quiere comprar ropa para caballeros gordos pero se queda atorado a la escalera eléctrica ya que los cordones de sus zapatos están desatados. En una sección, Bart encuentra un decodificador de precios de productos para seleccionar un novio y una novia para realizar una boda. Entonces, el niño decide gastarle una broma a varios ciudadanos montando una boda falsa. Desafortunadamente, el jefe Wiggum encuentra a Bart luego de realizar la broma y luego de intentar sobornarlo, el jefe lo detiene.

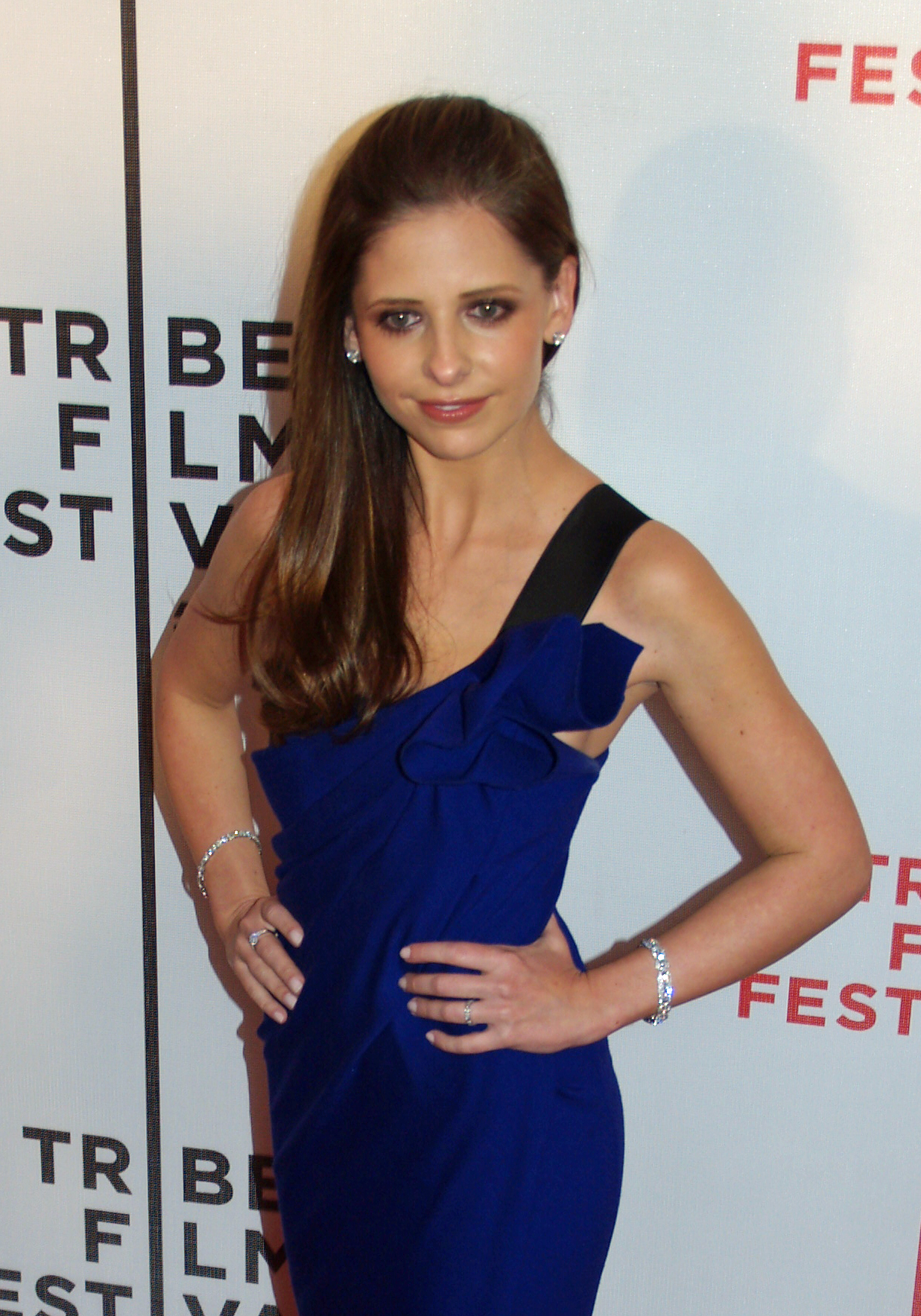
Sarah Michelle Gellar interpreta a Gina, la chica con quien Bart escapa de la Correccional.

La jueza Constance Harm revisa el expediente de Bart y comprueba que éste tenía antecedentes criminales. La jueza condena a Bart a seis meses en el Reformatorio de Delincuentes Juveniles de Springfield. Marge está muy triste, cuestionándose si es buena madre o no. Cuando Bart ingresa al Reformatorio, ve junto a los otros prisioneros sus futuros empleos, todos relacionados con la venta de comida rápida. También ve un episodio de Itchy & Scratchy adaptado al formato de la prisión, en donde un ejército de gatos y ratones se enfrentaban utilizando armas mortales. Bart es molestado y golpeado por otros niños de la prisión y cuando el resto de la familia lo visita, les explica su problema.
Homer ve un cartel en donde se solicita un guardia de seguridad y decide tomar ese puesto para evitar que molesten a Bart. Homer solo logra resguardar a Bart de los pendencieros por unos momentos, ya que suena el timbre indicando el fin de su turno. Esa noche, se encadena a los prisioneros mientras bailan un baile de graduación. Bart es atado a una prisionera llamada Gina Vendetti. Durante el baile, Gina aprovecha la oportunidad de escapar y Bart tiene que escapar debido a sus cadenas. Realmente, Bart no tenía intención de escapar ya que su sentencia acabaría en dos semanas, pero Gina necesitaba a alguien a quien culpar por la fuga en caso de que fueran atrapados. Luego de escapar de las luces reflectoras de la prisión, Bart le pregunta por qué fue enviada al reformatorio. Ella le responde que fue por empujar a una persona de una torre en Disneyland.
Durante la búsqueda que realizan los policías, el jefe Wiggum interroga a Cletus y éste le revela que no tiene mucha memoria desde que se tragó un termómetro pero que talla pequeñas esculturas de lo que ve. Una de las esculturas muestra a Bart y a Gina. El jefe Wiggum queda sorprendido cuando el campirano le muestra una escultura del policía siendo atacado por un oso. Gina encuentra una herrería y luego de que el herrero les abra las esposas, quedan libres. Gina le revela que irá con su familia, que la hospedará por un tiempo. La ex-convicta sigue su camino y cuando Bart la alcanza, la encuentra llorando, ya que en realidad, ella no tenía a dónde ir. Los dos comienzan a pelear y los policías los encuentran. Cuando están a punto de arrestarlos, Gina se da cuenta de que mientras ella no tiene nada por lo que huir, mientras que Bart es parte de una familia, y decide contarles todo a los oficiales, admitiendo que ella fue quién planeó la fuga, exonerando al niño. 
Cuando Gina entra a su celda de la prisión, encuentra a la familia Simpson esperándola para una cena de comida mexicana.